# Otokar Balcy
Otokar Balcy (ur. 28 listopada 1924 w Orłowej, zm. 11 grudnia 2012 w Bielsku-Białej) – polski operator dźwięku w filmach animowanych, związany ze Studiem Filmów Rysunkowych w Bielsku-Białej, gdzie współpracował z montażystą Alojzym Molem.
Realizował dźwięk do filmów i seriali rysunkowych takich jak m.in.:
- Nasz dziadzio (1967)
- Robocik (1967)
- Reksio (1967–1985)
- Bolek i Lolek (1963–1986)
- Porwanie Baltazara Gąbki (1969–1970)
- Pampalini, łowca zwierząt (1975–1980)
- Wielka podróż Bolka i Lolka (1977)
- Kangurek Hip-Hop (1975–1980)
- Wyprawa profesora Gąbki (1978–1980)
- Porwanie w Tiutiurlistanie (1986)
- Podróże kapitana Klipera (1986–1990)
- Bajki pana Bałagana (1993–1994)
- Karrypel kontra Groszki (1995–1996)
- Między nami bocianami (1997–2003)
- Bajki zza okna (1991–1998)
- Miki Mol i Straszne Płaszczydło (1996)
- ...Ergo sum (2004; ostatni film w zawodowej karierze O. Balcego)

W latach 1998–2002 był radnym III kadencji Rady Miejskiej w Bielsku-Białej.
Był aktywnym uczestnikiem rajdów i członkiem stowarzyszeń wielbicieli samochodów zabytkowych.